# Умберто Гуидони
Умберто Гуидони (на италиански: Umberto Guidoni) е италиански политик, астрофизик и астронавт на ЕКА, 3-ти астронавт на Италия.

## Образование
Роден е на 18 август 1954 г. в Рим, Италия. След завършване през 1973 г. на лицея „Гай Луцилий“ в Болоня Умберто Гуидони постъпва в Римския университет „Ла Сапиенца“, където през 1978 г. получава степента бакалавър по физика и доктор по астрофизика. През 1979—1980 г. провежда стаж (по физика на плазмата) в Националния комитет за ядрени изследвания. През 1982 г. става научен сътрудник на комитета.
През 1983—1984 г. работи в отдела по слънчева енергия на Националния комитет по алтернативна енергия, където се занимава с усъвършенстване на слънчевите батерии.
През 1984—1989 г. работи в Института по космическа физика, като участва в разработването на свързана спътникова система, която беше планирана като полезен товар по време на полет на космическа совалка.

## Космическа подготовка
През 1989 г. Италианската космическа агенция (ASI) провежда своя втори набор на астронавти. От 10 финалисти в САЩ са избрани 4 кандидата за полета на совалката. От януари 1990 г. трима от тях, в това число и Умберто Гуидони, започват курс по общокосмическа подготовка в Хюстън. На 26 септември 1991 г. са обявени двамата главни кандидати за полета мисияSTS-46: основен специалист по полезни товари — Франко Малерба, дубльор – Умберто Гуидони.
По време на полета на „Атлантис“, мисия STS-46 от 31 юли — 7 август 1992 г. Умберто Гуидони е дубльор на първия италиански астронавт и подпомага неговата работа от Центъра за управление на полетите в Хюстън.
На 12 октомври 1994 г. У. Гуидони е избран за кандидат за втория американо-италиански полет, който трябвало да продължи изпълнението на съвместната програма TSS.

## Космически полети

### Полет с „Колумбия“
Първият си космически полет 41-годишният Умберто Гуидони извършва като специалист на полезния товар от 22 февруари до 9 март 1996 г. Основните задачи на мисия STS-75 са изпълнени експерименти по програмата TSS-1R (втори опит да се изведе в орбита привързан спътник след неуспешния опит по време на мисия STS-46 през 1992 г.), а също така и експерименти по материалознание и физика на кондензираната материя по програмата USMP-3 (United States Microgravity Payload).
Продължителността на полета била 15 денонощия 17 часа 41 минута и 30 секунди.
На 12 август 1996 г. У. Гуидони започва нов курс за подготовка, на този път с американските астронавти от Група НАСА-16 и други чужди астронавти. Завършил подготовката през април 1998 г. и получил квалификация специалист на полетите.
През август 1998 г. Умберто Гуидони е зачислен в отряда на астронавтите на Европейската космическа агенция (прехвърлен от разпуснатия вече италиански отряд), а на 9 февруари 1999 г. получава назначение в екипаж.

### Полет с „Индевър“
Втория си полет Умберто Гуидони извършва на възраст 46 години като специалист на полета със совалката „Индевър“, мисия STS-100 от 19 април до 1 май 2001 г. Основните задачи на международния екипаж (в него имало представители на 4 страни) е да достави на Международната космическа станция канадския дистанционен манипулатор на станцията „Канадарм2» и италианския модул „Рафаело“.
Независимо от това че са се състояли вече девет пилотирани полета до МКС, първият европейски астронавт на борда е по време на тази мисия Умберто Гуидони. Продължителността на полета е била 11 денонощия 21 часа 31 минути 14 секунди.
Общата продължителност на Гуидони в двата си космически полета е 27 денонощия 15 часа 12 минути 44 секунди.

## Следполетна дейност
През септември 2001 г. У. Гуидони е временно назначен в Европейския център за космически изследвания и технологии (ESTEC) за осигуряване на екипажите, готвещи се по програмите с европейския полезен товар, разположен на борда на орбиталния модул „Кълъмбъс“.
През юни 2004 г. Умберто Гуидони напуска отряда на астронавтите на ЕКА във връзка с това, че е избран за депутат Европарламента от Италианската комунистическа партия. Член е на Комисията по бюджетен контрол, Комисията по въпросите на промишлеността, научните изследвания и енергетика, представител на Комисията по въпросите на околната среда, здравеопазването и безопасността нахраните, както и на временната комисия по въпросите с изменението на климата. През 2009 г. срокът на неговите депутатски пълномощия е изтекъл.

## Отличия и награди
- Медал на НАСА „За космически полет“ (1996, 2001)
- Командор на ордена „За заслуги пред Италианската република“ (1996)
- Велик офицер на ордена „За заслуги пред Италианската република“ (2001)
- Медал на НАСА „За изключителни заслуги“ (2002)

Астероидът 10605, открит през 1996 г. от Б. Джулиани и Ф. Манко, е наречен на името на Гуидони.

## Семейство, увлечения
Умберто Гуидони е женен за Мария Рита Бартолачи от Милано, имат син. Обича плуването, волейбола, класическата музика.